# Rappa Ternt Sanga
Rappa Ternt Sanga is het eerste album van T-Pain en kwam uit in 2005. De titel is afgeleid van Rapper Turned Singer, omdat hij vroeger rapper wilde worden maar uiteindelijk dus zanger is geworden.
Het album vertelt over het leven van T-Pain, over zijn verlangen naar seks, sensualiteit en gebruik van cannabis. De singles "I'm Sprung" en "I'm N Luv (With A Stripper)" haalden de top tien van de US Billboard. Het album kwam binnen op nummer 33 in de Billboard 200, maar kwam niet hoger dan die plaats. Van het album zijn meer dan 800.000 exemplaren verkocht.

## Lijst van nummers
1. "Rappa Ternt Sanga (intro)"
2. "I'm Sprung"
3. "I'm N Luv (Wit A Stripper)" feat. Mike Jones
4. "Studio Luv"
5. "U Got Me" feat. Akon
6. "Let's Get It On"
7. "Como Estas" feat. Taino
8. "Have It (interlude)"
9. "Fly Away"
10. "Going Thur A Lot" feat. BoneCrusher
11. "Say It"
12. "Dance Floor" feat. Tay Dizm
13. "Ur Not The Same" feat. Akon
14. "My Place"
15. "Blow Ya Mind"
16. "Ridge Road"
17. "I'm Hi" feat. Styles P
18. "I'm Sprung pt. 2" feat. Trick Daddy & YoungBloodZ